# Engili, Akşehir
Engili là một thị trấn thuộc huyện Akşehir, tỉnh Konya, Thổ Nhĩ Kỳ. Dân số thời điểm năm 2011 là 1.173 người.